# ویولا ویلس
ویولا ویلس (انگلیسی: Viola Wills؛ ۳۰ دسامبر ۱۹۳۹ – may 6, 2009 (aged 69)) یک موسیقی‌دان اهل ایالات متحده آمریکا بود. وی بین سال‌های ۱۹۶۵ تا ۲۰۰۹ میلادی فعالیت می‌کرد.